# Свети Йоан Богослов (Любойно)
„Свети Йоан Богослов“ (на македонска литературна норма: „Свети Јован Богослов“) е възрожденска църква в село Любойно, Преспа, част от Преспанско-Пелагонийската епархия на Македонската православна църква – Охридска архиепископия.
Храмът е разположен в центъра на селото. Издигнат е в 1861 година според надписа над южния вход. При потушаването на Илинденско-Преображенското въстание в 1903 година църквата е опожарена. Обновена е в 1921 година. Църквата е трикорабна с полигонална апсида, която единствена не е измазана – иззидана е от хубави обработени каменни квадри. Главният вход е от юг. При реставрацията в 1921 година на запад са достроени помощни помещения. Интериорът е разделен с два реда колони на три кораба. В апсидалната конха и нишата на протезиса има фрески, датиращи от 1928 година. Иконостасът е с два реда икони, датиращи от 1924 - 1925 година. Иконите от певницата са дело на същия майстор от 1928 година.